# Autostrada A15
Die Autobahn A15, auch Autostrada della Cisa genannt, ist eine italienische Autobahn, die von Parma nach La Spezia führt. Sie ist Bestandteil der E 33 und stellt eine wichtige Verbindung zwischen der Poebene und der Tyrrhenischen Küste dar. Die Autobahn ist gegenwärtig 108 km lang und bis S. Stefano di Magra mautpflichtig.

## Fehlerhafte Beschilderung als Europastraße 31
Obwohl die A15 in offiziellen Publikationen als Europastraße 33 ausgewiesen ist, existiert eine lokale Beschilderung als Europastraße 31. Vermutlich geht das auf einen Nummerntausch der beiden Europastraßen zurück. In den 1970er Jahren wurde die heutige deutsche Bundesautobahn 61, von der niederländischen Grenze bis zum Kreuz Frankenthal, in der Netzplanung als E33 bezeichnet.

## Allgemeines
Die ersten Pläne zum Bau dieser Autobahn stammen aus den 50er Jahren mit dem Ziel, eine Alternativstrecke zur A7 zu errichten, die die Poebene mit dem Tyrrhenischen Küste verbindet. Am 24. Mai 1975 wurde die A15 schließlich eröffnet. Die gesamte Strecke der Autobahn wird von der SALT p. A. betrieben.

## Verlauf

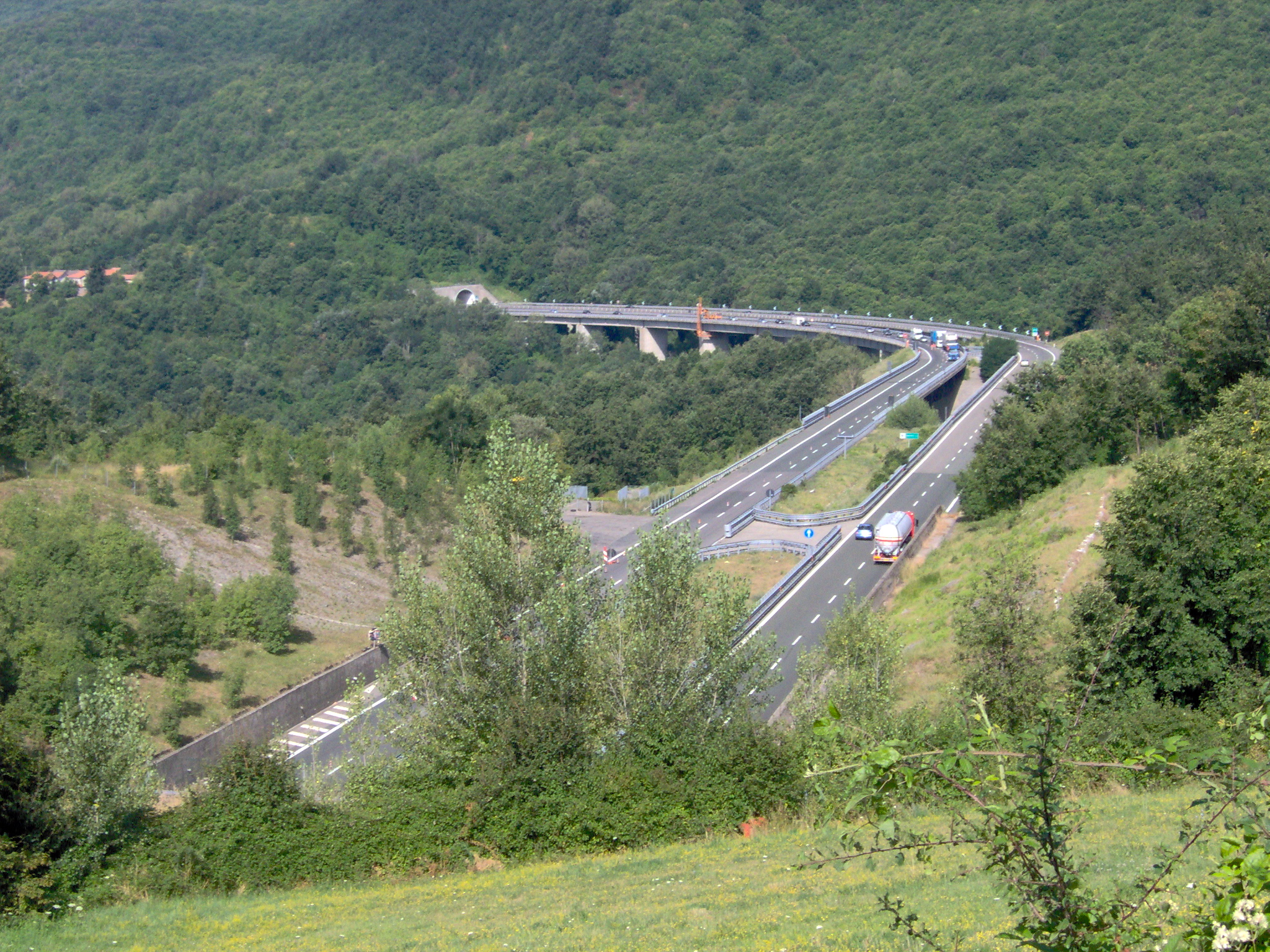
Die A15 auf Höhe des Montelungo

Die A15 zweigt bei Parma von der A1 in südöstlicher Richtung ab und verläuft zunächst westlich der Stadt entlang. Sie verläuft bis Borgotaro parallel zum Fluss Taro, der auch mehrmals überquert wird. Ein nennenswertes Bauwerk ist hier die fast 1000 m lange Brücke „Taro 1“ bei Fornovo di Taro. Hier erreicht die Autobahn auch die nördlichen Ausläufer des Apennin und erreicht ca. 20 km weiter südlich bei Tugo auf knapp 800 m Seehöhe den Scheitelpunkt, den Passo della Cisa. Als Folge des oben angesprochenen Reliefs gibt es nördlich des Hauptkamms zahlreiche Kurven mit zum Teil engen Radien, sodass dort die zulässige Höchstgeschwindigkeit auf 60 km/h herabgesetzt wird. Lange Zeit wurde die A15 zu Testzwecken für LKWs (ital.: camion) verwendet, was den Alternativnamen Autocamionale della Cisa erklärt.
Am Cisapass wird das Herzstück der Autostrada della Cisa passiert, der 2040 m lange „Valico Tunnel“. Gleichzeitig befindet sich hier auch die Regionsgrenze zwischen der Emilia – Romagna (Provinz Parma) und der Toskana (Provinz Carrara – Massa).
Im weiteren Verlauf bis Pontremoli führt die Autobahn bergab durch mehrere längere Tunnel und über zahlreiche Brücken. Von Pontremoli bis Santo Stefano M. verläuft die A15 im Magratal, in S. Stefano erreicht sie schließlich die A12. Hier verlässt die Autobahn die Toskana und man erreicht Ligurien und die Provinz La Spezia, den Endpunkt der A15.
Insgesamt verläuft die A15 durch 17 zweiröhrige Tunnel und über 97 Viadukte.

### Zukunftspläne
Mittlerweile ist der Ausbau der Autobahn in nördlicher Richtung geplant, diese sehen vor sie direkt in die A22 (Brennerautobahn) bei Nogarole Rocca münden zu lassen und so eine kürzere Verbindung zwischen dem Brenner und dem Ligurischen Meer (Riviera) herzustellen. 17,5 km werden in der Emilia-Romagna verlaufen, 52 km in der Lombardei und 15,5 km in der Region Veneto.
Seit Herbst des Jahres 2016 wurden die Arbeiten für das erste Baulos in Richtung Norden begonnen. Dies umfasst die Verlegung des bisherigen Anschlusses an die A1 in Richtung Westen. Hier entsteht ein neues Autobahnkreuz, die bisherige alte Fahrbahn zwischen Parma Ovest und der A1 wird auf ca. 2 km neu errichtet.
In Richtung Norden entsteht südlich von Viarolo eine Brücke über den Taro, danach geht es in Richtung Norden bis zum neuen Anschluss „S.Quirico“, welcher gleichzeitig das Ende des ersten Bauloses markiert.

## Autobahnabzweig nach Santo Stefano di Magra
Ab dem Knoten mit der A12 (km 100,7), in Richtung La Spezia, lag die A15 von Anfang an in der Verantwortung der Firma SALT SpA. In Richtung La Spezia beim km 101,9 zweigt die A15 über ein Kleeblattdreieck ab: Auf der einen Seite geht es (als Abzweig) 1,2 km [9] in Richtung S. Stefano di Magra weiter, auf der anderen Seite geht es (wie A15) weiter bis nach La Spezia.
Der Abschnitt von La Spezia nach S. Stefano di Magra ist mautfrei.

## Zubringer La Spezia – Lerici
Der Zubringer La Spezia – Lerici weist trotz einer einzigen Fahrbahn mit nur zwei Fahrspuren Schilder für den Beginn und das Ende der Autobahn auf und ist grün beschildert. Dieser Zubringer wird gemäß der internen Nummerierung auch als R19 klassifiziert und ist 3,7 km lang. Der Abschnitt wird von SALT S.p.A. verwaltet, wie in den Schildern für den Autobahnbeginn angegeben ist.